# Chagnon
Pour les articles homonymes, voir Chagnon (homonymie).
Chagnon est une commune française située dans le département de la Loire en région Auvergne-Rhône-Alpes.

## Géographie
Chagnon est située à 26 km de Saint-Étienne.
La commune de Chagnon est divisée en deux zones habitées : le bourg et le hameau de Leymieux. Ce dernier est situé entre le bourg de la commune et le bourg de Cellieu.
La superficie de la commune est de 2,48 km2 ; son altitude varie de 300  à   518 mètres.
| Valfleury | Saint-Romain-en-Jarez | Genilac |
|           | Chagnon               | Genilac |
| Cellieu   |                       | Genilac |

### Climat
Pour des articles plus généraux, voir Climat d'Auvergne-Rhône-Alpes et Climat de la Loire.
En 2010, le climat de la commune est de type climat océanique dégradé des plaines du Centre et du Nord, selon une étude du Centre national de la recherche scientifique s'appuyant sur une série de données couvrant la période 1971-2000. En 2020, Météo-France publie une typologie des climats de la France métropolitaine dans laquelle la commune est exposée à un climat de montagne ou de marges de montagne et est dans la région climatique Nord-est du Massif Central, caractérisée par une pluviométrie annuelle de 800 à 1 200 mm, bien répartie dans l’année.
Pour la période 1971-2000, la température annuelle moyenne est de 11,1 °C, avec une amplitude thermique annuelle de 17,3 °C. Le cumul annuel moyen de précipitations est de 765 mm, avec 8,5 jours de précipitations en janvier et 5,9 jours en juillet. Pour la période 1991-2020, la température moyenne annuelle observée sur la station météorologique de Météo-France la plus proche, « St-chamond-p », sur la commune de Saint-Chamond à 7 km à vol d'oiseau, est de 12,5 °C et le cumul annuel moyen de précipitations est de 681,9 mm,. Pour l'avenir, les paramètres climatiques de la commune estimés pour 2050 selon différents scénarios d'émission de gaz à effet de serre sont consultables sur un site dédié publié par Météo-France en novembre 2022.

## Urbanisme

### Typologie
Au 1er janvier 2024, Chagnon est catégorisée ceinture urbaine, selon la nouvelle grille communale de densité à sept niveaux définie par l'Insee en 2022.
Elle appartient à l'unité urbaine de Saint-Étienne, une agglomération inter-départementale regroupant 32  communes, dont elle est une commune de la banlieue,,. Par ailleurs la commune fait partie de l'aire d'attraction de Lyon, dont elle est une commune de la couronne,. Cette aire, qui regroupe 397 communes, est catégorisée dans les aires de 700 000 habitants ou plus (hors Paris),.

### Occupation des sols
L'occupation des sols de la commune, telle qu'elle ressort de la base de données européenne d’occupation biophysique des sols Corine Land Cover (CLC), est marquée par l'importance des territoires agricoles (43,7 % en 2018), en diminution par rapport à 1990 (64,5 %). La répartition détaillée en 2018 est la suivante : 
cultures permanentes (39,7 %), forêts (32,6 %), zones urbanisées (23,7 %), zones agricoles hétérogènes (4 %). L'évolution de l’occupation des sols de la commune et de ses infrastructures peut être observée sur les différentes représentations cartographiques du territoire : la carte de Cassini (XVIIIe siècle), la carte d'état-major (1820-1866) et les cartes ou photos aériennes de l'IGN pour la période actuelle (1950 à aujourd'hui).

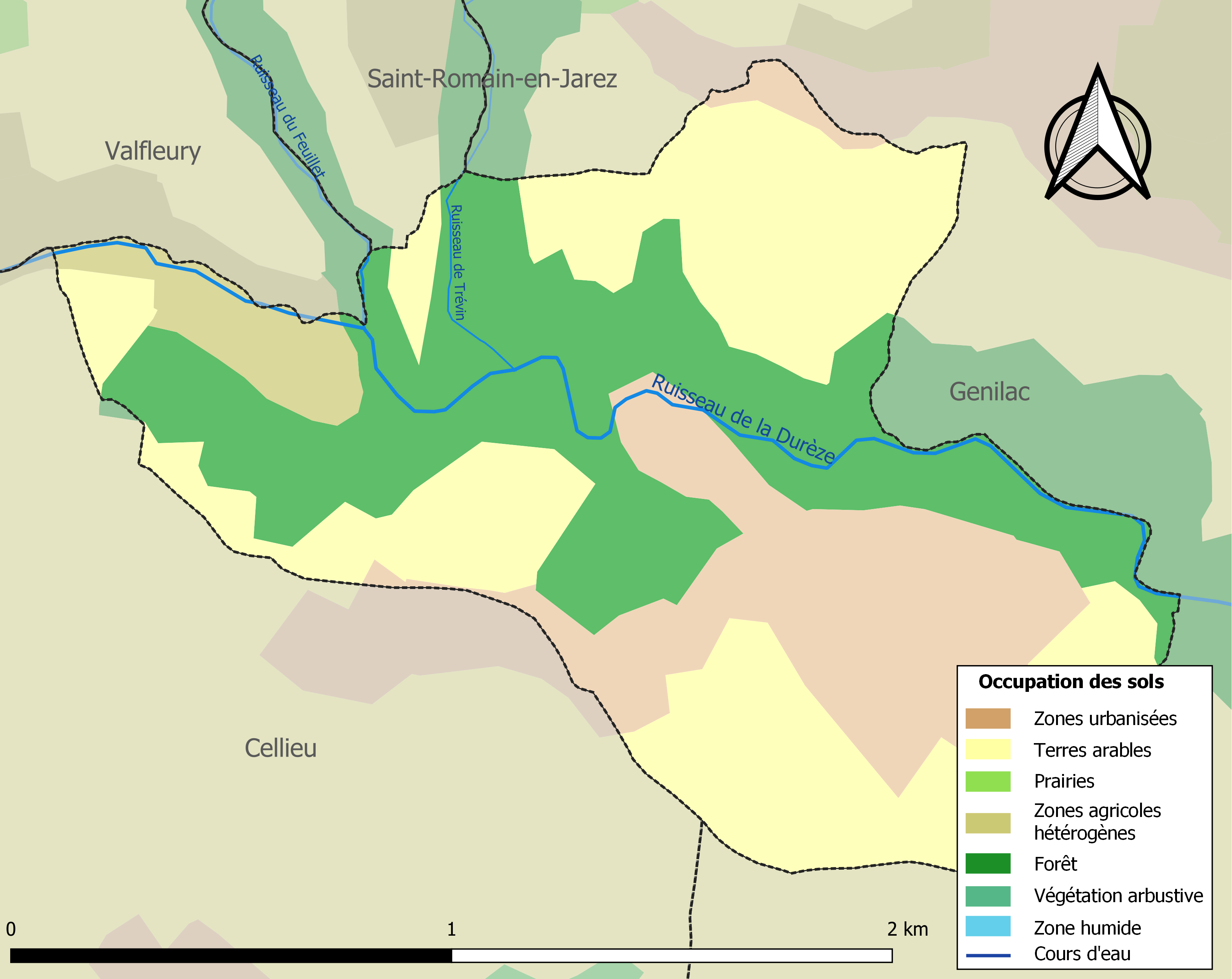
Carte des infrastructures et de l'occupation des sols de la commune en 2018 (CLC).

## Toponymie
Le nom de Chagnon apparaît pour la première fois en 1153 dans une bulle du pape Eugène III. Son nom proviendrait de l'indo-européen Khano, « nom d'homme » ou du latin cassanu, « chêne ».

## Histoire
Chagnon compte de nombreux vestiges de l'aqueduc romain dit du Gier (117-138 apr. J.-C.). Cet aqueduc conduisait les eaux du Gier captées à Saint-Chamond (hameau d'Izieux) jusqu'à Lyon, après un parcours de 85 km.
La chapelle de Chagnon appartenait à l'abbaye d'Ainay au XIIe siècle. Chagnon fut au nombre des localités dont le comte du Forez et l'église de Lyon se disputèrent la possession au XIIe siècle.
La seigneurie de Chagnon appartenait aux Roussillon au XIIIe siècle. Citons pour mémoire Artaud de Roussillon, fils de la fondatrice de la chartreuse de Sainte-Croix en Jarez, ainsi que la Mitte de Chevrière dont Jean Mitte, page de François Ier qui se distingue ensuite dans 18 campagnes en Italie et ailleurs, parmi les plus connus.

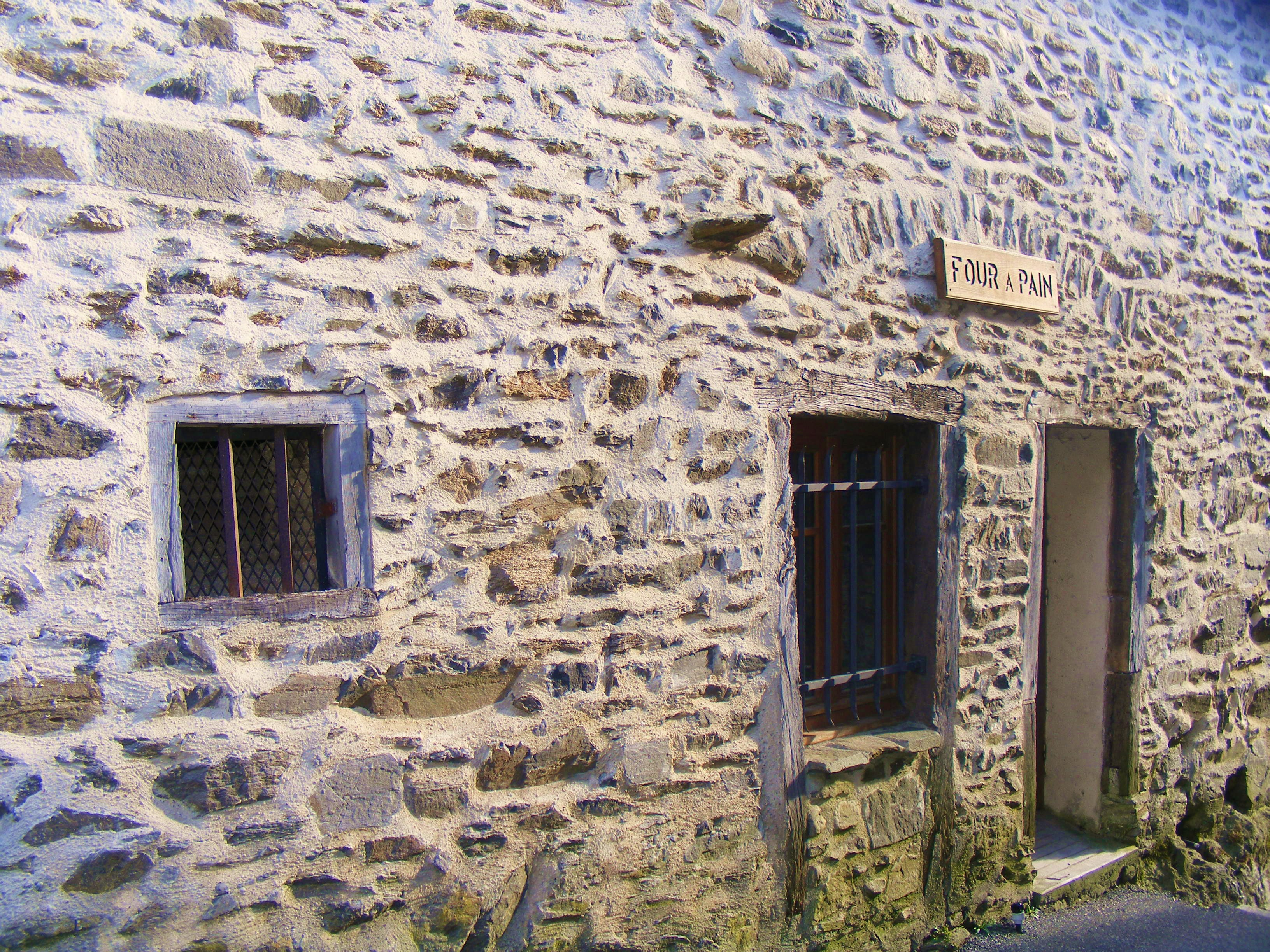
Ancien four à pain.

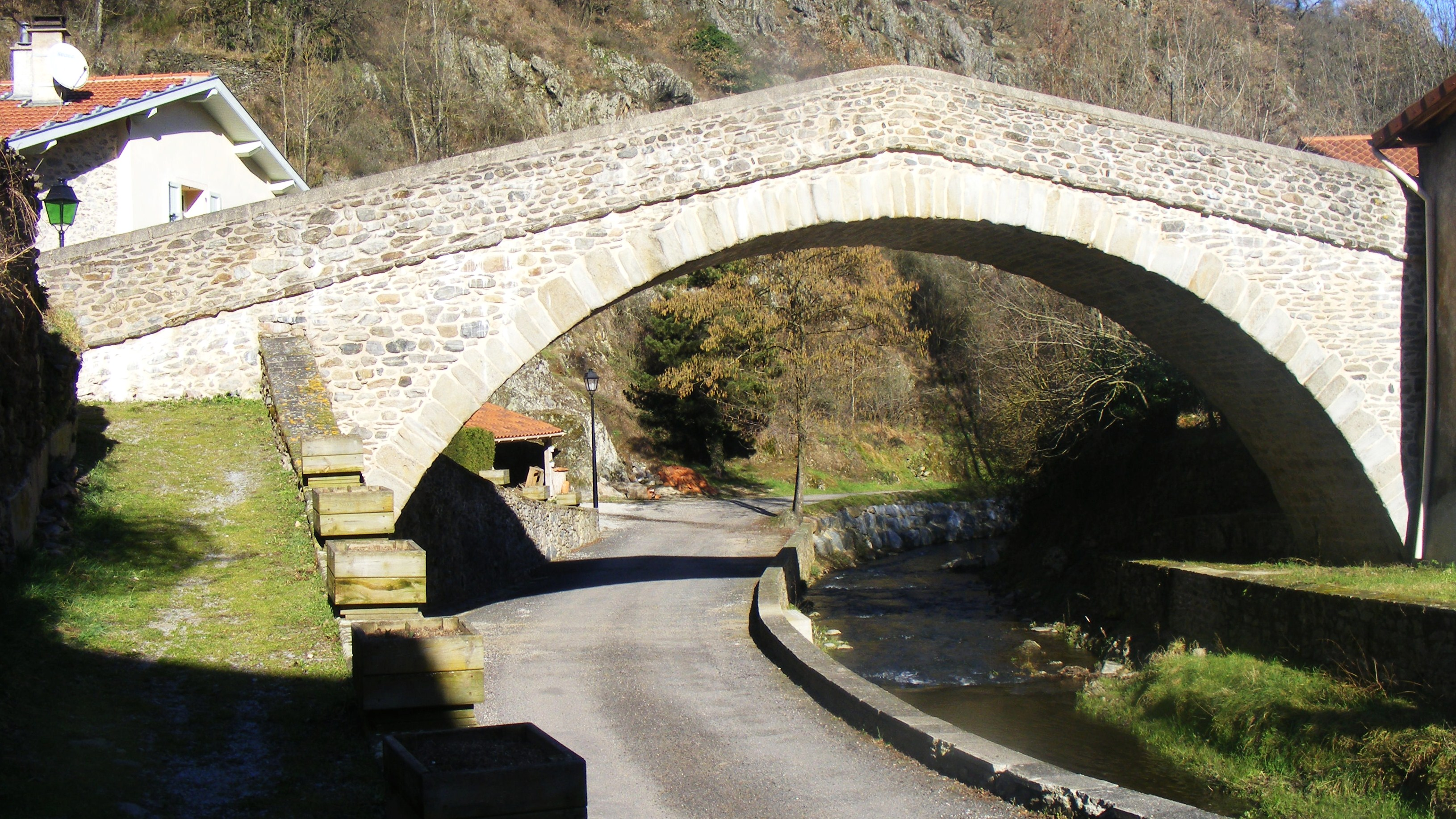
Le pont roman.

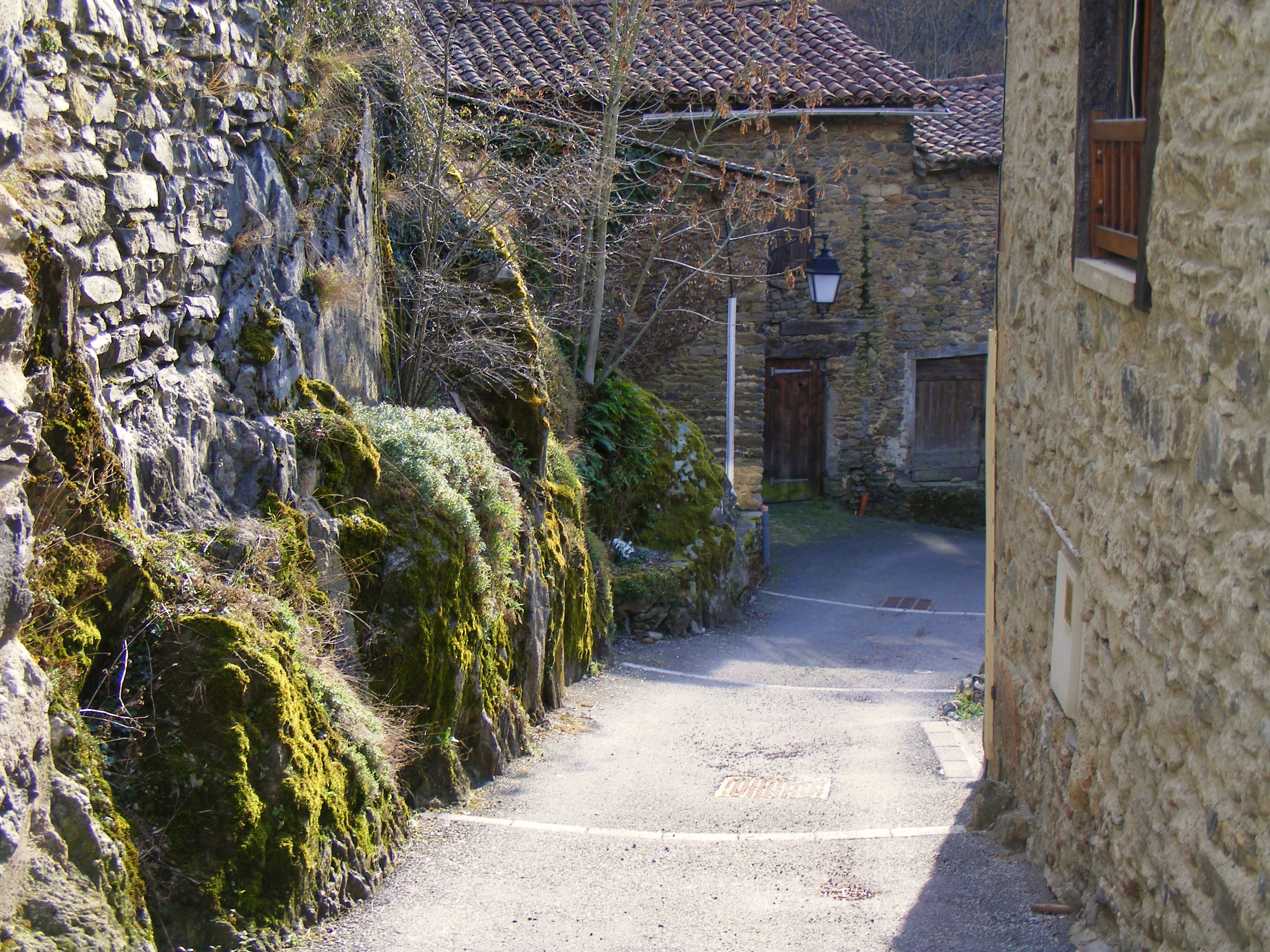
Les ruelles du village.

Chagnon profite de l'essor économique de la vallée du Gier au XIXe siècle en fournissant aux mines et aux usines une main-d'œuvre nombreuse.

## Politique et administration
| Période                                  | Période   | Identité             | Étiquette | Qualité |
| ---------------------------------------- | --------- | -------------------- | --------- | ------- |
| Les données manquantes sont à compléter. |           |                      |           |         |
| mars 1965                                | mars 1977 | Paul Fond            |           |         |
| mars 1977                                | mars 2001 | Jean Moulin          |           |         |
| mars 2001                                | mars 2008 | Marcel Petiot        |           |         |
| mars 2008                                | mai 2020  | Bernard Fauvel       |           |         |
| mai 2020                                 | En cours  | Mme Frédérique Chave |           |         |

## Démographie
L'évolution du nombre d'habitants est connue à travers les recensements de la population effectués dans la commune depuis 1793. Pour les communes de moins de 10 000 habitants, une enquête de recensement portant sur toute la population est réalisée tous les cinq ans, les populations de référence des années intermédiaires étant quant à elles estimées par interpolation ou extrapolation. Pour la commune, le premier recensement exhaustif entrant dans le cadre du nouveau dispositif a été réalisé en 2006.

En 2022, la commune comptait 522 habitants, en évolution de +5,67 % par rapport à 2016 (Loire : +1,32 %, France hors Mayotte : +2,11 %).
| 1793 | 1800 | 1806 | 1821 | 1831 | 1836 | 1841 | 1846 | 1851 |
| ---- | ---- | ---- | ---- | ---- | ---- | ---- | ---- | ---- |
| 413  | 396  | 402  | 449  | 514  | 546  | 530  | 531  | 504  |

| 1856 | 1861 | 1866 | 1872 | 1876 | 1881 | 1886 | 1891 | 1896 |
| ---- | ---- | ---- | ---- | ---- | ---- | ---- | ---- | ---- |
| 506  | 509  | 501  | 433  | 425  | 420  | 448  | 385  | 364  |

| 1901 | 1906 | 1911 | 1921 | 1926 | 1931 | 1936 | 1946 | 1954 |
| ---- | ---- | ---- | ---- | ---- | ---- | ---- | ---- | ---- |
| 362  | 365  | 352  | 302  | 282  | 286  | 257  | 259  | 250  |

| 1962 | 1968 | 1975 | 1982 | 1990 | 1999 | 2006 | 2011 | 2016 |
| ---- | ---- | ---- | ---- | ---- | ---- | ---- | ---- | ---- |
| 252  | 253  | 231  | 285  | 313  | 411  | 506  | 498  | 494  |

| 2021 | 2022 | - | - | - | - | - | - | - |
| ---- | ---- | - | - | - | - | - | - | - |
| 513  | 522  | - | - | - | - | - | - | - |

## Lieux et monuments
- La cave du Curé, salle aménagée sur l'ancien tracé de l'aqueduc du Gier.
- Four à pain traditionnel.
- Pont médiéval du XIe siècle.
- Pierre de Chagnon.
- Église Saint-Cyr-et-Sainte-Julitte de Chagnon.